# 新寶城
新寶城（英語：La Cite Noble）位於香港新界將軍澳坑口銀澳路1號，由6座樓高46至49層住宅與1座小型購物商場組成，於1999年5月落成，由恆基兆業地產興建、李景勳・雷煥庭建築師事務所負責設計。

## 住宅
住宅提供2184個單位，建築面積為526至884方呎，高層單位可眺望銀線灣一帶海景。屋苑已實施建築物水安全計劃並獲水務署頒發「大廈優質供水認可計劃－食水(管理系統)」金證書。

## 設施
新寶城設13萬平方呎南歐式平台花園及住客會所，設施包括健身室、游泳池、網球場、兒童遊樂場和停車場。地下設有開放式歐陸庭園，設有噴水池、盆景等。

## 商場
基座設有商場，樓高兩層，總樓面面積約38,000平方呎，租戶包括茶餐廳、便利店，美容店、托兒服務等等，但主要以補習社為主。屋苑設有行人天橋經海悅豪園來往港鐵站，步程約3分鐘。